# Чечельницький Сергій Георгійович
Чечельницький Сергій Георгійович (14 жовтня 1953, Харків) — скандально відомий колишній головний архітектор Харкова, член НСХУ, заслужений архітектор України, голова правління харківського обласного відділу НСАУ.
Серед проектів Чечельницького житлові та спортивні комплекси у Харкові, Кременчуці, Лубнах, Кропивницькому і Хмельницькому. 
Піддавався критиці з боку місцевої громади, зокрема за недбале ставлення до історичних будівель Харкова та фальсифікації конкурсів на нові об'єкти в місті. Найгучнішим був скандал із новим пам'ятником замість Леніна на майдані Свободи, щодо якого місцеві активісти висловлювали свої звинувачення у плагіаті Олександрівської колони, котрі автори відкидали. Зрештою суд відмінив конкурс. 
На початку червня 2017 року був затриманий ГПУ за звинуваченнями у корупції та розтраті державних коштів, 9 червня Печерський суд відсторонив його з посади головного архітектора Харкова.